# Glennia
Glennia es un género monotípico  de mariposas de la familia Pieridae. Su única especie, Glennia pylotis (van Vollenhoven, 1865), es originaria del Brasil.